# 锡乌奇农村居民点
锡乌奇农村居民点（俄语：Сельское поселение Сиучское）是俄罗斯联邦沃洛格达州巴巴耶沃区所属的一个农村居民点。其下辖有4个居民点，行政中心为扎波利耶。据2015年统计，该农村居民点的人口为194人。